# Alexandre Mikhaïlov (acteur)
Pour les articles homonymes, voir Mikhaïlov.
Alexandre Alexandrovitch Mikhaïlov (en russe : Александр Александрович Михайлов), né le 14 septembre 1922 à Moscou et mort le 14 mars 1992 dans la même ville, est un acteur soviétique.

## Distinctions
- prix Staline : 1950, pour le rôle dans le spectacle Je veux rentrer chez moi (Я хочу домой, 1949) de Sergueï Mikhalkov (Théâtre académique de la jeunesse de Russie).

## Filmographie
- 1943 : Nous, de l'Oural (Мы с Урала) de Lev Koulechov et Alexandra Khokhlova : Vania Tomakurov
- 1948 : Histoire d'un homme véritable (Повесть о настоящем человеке) d'Alexandre Stolper : Petrov
- 1953 : Aliocha Ptitsyne se forge un caractère (Алёша Птицын вырабатывает характер) d'Anatoli Granik (ru) : instituteur
- 1954 : L'Épreuve de fidélité (ru) (Испытание верности) d'Ivan Pyriev : Petia Grebenkine
- 1954 : Deux capitaines (Два капитана) de Vladimir Venguerov : Sania Grigoriev
- 1957 :  Le Lutteur et le Clown (Борец и клоун) de Konstantin Youdine et Boris Barnet : Anatoli Dourov
- 1964 : Les Lettres aux vivants (ru) (Письма к живым) de Valentin Vinogradov (ru)
- 1968 : Le Septième Compagnon (Седьмой спутник, Sedmoï spoutnik) d'Alekseï Guerman : Mouravlev
- 1968 : L'Orage sur la Belaïa (ru) (Гроза над Белой) d'Evgueni Nemtchenko (ru) : Mikhaïl Frounze
- 1970 : Lumières vertes (ru) (Зелёные цепочки) de Grigori Aronov : Paul Richter